# Siméon Rajaona
Pour les articles homonymes, voir Rajaona.
Siméon Régis Rajaona est un universitaire, grammairien, écrivain et pédagogue malgache, né à Antananarivo le 18 février 1926 et décédé également dans la capitale le 23 juin 2013.
Il est professeur émérite de l’Université d’Antananarivo, doyen honoraire et le premier doyen malgache de la Faculté des Lettres et des Sciences Humaines de l’Université de Madagascar (actuelle Université d’Antananarivo) en 1972. Il est également membre titulaire de l’ Académie malgache.

## Famille
Siméon Rajaona est l’enfant puîné d’une fratrie de huit enfants. Son père, Jean François Régis Rajaona, fut écrivain-interprète, originaire de Manandriana dans l’Avaradrano et est issu de la caste nobiliaire des zanadralambo amin’Andrianjaka. Sa mère, Edwige Bernadette Ralisoa, quant à elle, est la fille de Jean-Baptiste Rahajarizafy, secrétaire particulier de Lyautey, écrivain-interprète puis Gouverneur à Fianarantsoa, originaire d’Ambohimandrosohasina, une petite colline située à l’est de la colline royale d’Ambohimanga, descendant d’une famille andriamasinavalona ayant toujours été proche de l’autorité royale et lui ayant fourni de nombreux officiers. La mère d’Edwige, Véronique Razafimbero, vient d’Ambohidrapeto, l’une des douze collines sacrées de l’Imerina, et en est une zazamarolahy, faisant donc partie de la caste nobiliaire merina des Princes du sang, descendant d’Andrianampoinimerina et de Ramanantenasoa, l’une des douze épouses officielles.
Ainsi, Siméon Rajaona est également le neveu de l’écrivain, philosophe et prêtre jésuite Antoine de Padoue Rahajarizafy qui n'est autre que le frère de sa mère.

## Parcours
Siméon effectue de brillantes études tout d’abord à l’Ecole des Frères à Andohalo, puis au Lycée Gallieni au sein duquel il obtient le baccalauréat en deux parties, Philosophie et Lettres en 1946. La même année, il part poursuivre ses études en France où il poursuit ses études en lettres classiques à khâgne et hypokhâgne au lycée Lakanal de Paris. Il obtient successivement sa licence ès lettres en 1950 puis le Diplôme d’Etudes Supérieures de langues classiques en 1951. En 1955, il parvient à obtenir l’ agrégation de grammaire.
S’étant longtemps prédestiné à l’enseignement, il fait ses premières armes au lycée Fresh d’ Ajaccio en tant que Professeur de lettres. Rentré à Madagascar deux ans après, il devient Professeur au Lycée Gallieni d’Andohalo.
En 1958, il devient directeur du Centre d’Etudes et d’Information sur la Langue et la Civilisation Malgaches (CEILCM). C’est d’ailleurs à partir de cette époque qu’il approfondit ses connaissances en matière de linguistique malgache, aidé et inspiré par son oncle Antoine de Padoue Rahajarizafy qui sort en 1960 son « Essai sur la grammaire malgache ». Siméon Rajaona poursuivit ses recherches jusqu’à soutenir une thèse de doctorat d’Etat à la Sorbonne axée sur l’étude des formes prédicatives de la structure du malgache en 1970.
Il est nommé Maître de Conférences à l’Ecole Nationale des Lettres et Sciences Humaines en 1960. Il assure conjointement avec le poste de directeur du CEILCM, celui de directeur du Département de Langue et de Littérature Malgache au sein de la Faculté des Lettres et des Sciences Humaines de l’Université de Madagascar. En 1972, il devient le tout premier Malgache Doyen de la même faculté.
Il est également membre titulaire de l'Académie malgache au sein de laquelle, à travers son Bulletin, il publie en 1959 ses premiers écrits intitulés « Essai d'analyse de la structure de la pensée malgache. Examen de quelques notions ».

## Principales œuvres
- Takelaka notsongaina, Tome 1, 1962
- Takelaka notsongaina, Tome 2, 1963
- Structure du malgache, étude des formes prédicatives, 1972
- Problèmes de morphologie malgache, 1977
- Mon corps soupire après toi, œuvre posthume, 2016

## Vie privée
Siméon Rajaona est marié à Lydia Ratahiry et est père de cinq enfants. Fervent catholique de par la famille dont il est issu, il ne manquera pas de se consacrer parallèlement à ses activités universitaires à des méditations d’ordre plus spirituel. D’ailleurs, son dernier ouvrage, Mon corps soupire après toi (titre tiré d'un verset des Psaumes, œuvre posthume sortie en 2016), en est la transposition écrite de réflexions spirituelles s'étalant sur une quarantaine d'années.
Le 23 juin 2013, il décède à l’âge de 87 ans à son domicile d’Antsahabe. Le jour de ses obsèques, le 28 juin 2013 un vibrant hommage lui a été spécialement rendu sur l’esplanade de l’Université d’Antananarivo par l’ensemble du corps professoral universitaire en présence de nombreuses personnalités politiques et culturelles.

## Distinctions honorifiques
- Grand-Croix de Deuxième Classe de l’Ordre National Malgache